# مكتبة الأسماك الرقمية
مكتبة الأسماك الرقمية (DFL) عبارة عن مشروع من مشروعات جامعة كاليفورنيا في سان دييجو (UCSD) يتم تمويله من خلال مبادرة البنية التحتية البيولوجية (DBI) التابعة للمؤسسة الوطنية للعلوم (NSF) (المنحة DBI-0446389). وتقوم مكتبة الأسماك الرقمية بعمل تصورات ثنائية الأبعاد وثلاثية الأبعاد للتشريح الداخلي والخارجي للأسماك، والتي تتاح من خلال استخدام طرق التصوير بالرنين المغناطيسي (MRI) وإتاحتها للعامة عبر شبكة الويب.
وتم إنشاء مركز المعلومات لمكتبة الأسماك الرقمية باستخدام أجهزة تصوير بالرنين المغناطيسي موجودة في منشأة مركز التصوير بالرنين المغناطيسي الوظيفي (CfMRI) متعددة المستخدمين والموجودة في جامعة كاليفورنيا في سان دييجو. وتستخدم هذه المعدات الحقول المغناطيسية لالتقاط صور ثلاثية الأبعاد لأنسجة الحيوانات، مما يسمح للباحثين برؤية تلك الأنسجة بدون تدخل جراحي ووصف التشريح ثلاثي الأبعاد لها بشكل كمي. ويتم الحصول على عينات الأسماك من مجموعة الفقاريات البحرية في معهد سكريبس لعلوم المحيطات (SIO) ويتم تصويرها من خلال فريق العمل الموجود في مركز الحساب العلمي في التصوير (CSCI) في جامعة كاليفورنيا في سان دييجو.
وفي فبراير عام 2010، كانت مكتبة الأسماك الرقمية تحتوي على حوالي 300 نوع تغطي الفئات الخمس من فئات الأسماك، و56 رتبة من بين 60 رتبة، وما يقترب من 200 من 521 عائلة أسماك، حسب وصف نيلسون، 20061. كما ساهم تصوير مكتبة الأسماك الرقمية في مجموعة من الدراسات العلمية المنشورة التي تتم مراجعتها من قبل النظراء2-5.

## وصلات خارجية
- تم تصوير أعمال مكتبة الأسماك الرقمية في الوسائل الإعلامية، بما في ذلك فيلمان وثائقيان نشرا على قناة National Geographic وهما:

1. Magnetic Navigator (المستكشف المغناطيسي)
2. Ultimate Shark (القرش الأكبر).

- Digital Fish Library
- National Science Foundation (NSF) Press Release 06-046
- Scripps Institute of Oceanography (SIO) Press Release: March 16, 2006
- National Geographic Channel Video Featuring DFL